# Moscos
Moscos és un arxipèlag a la costa de Tenasserim, districte de Dawei, formant una cadena paral·lela a la costa a entre 15 i 25 km amb un canal segur de pas entre les illes i la costa, més aviat proper a les illes; la profunditat és d'entre 24 i 40 metres. La seva altura màxima és de 365 metres. El conjunt està a entre 40 i 60 km de Dawei (Tavoy). Modernament formen un santuari natural amb 4.924 hectàrees (49,24 km²) creat inicialment el 1982 especialment per protecció de les tortugues i protegit per una llei de 1994.
Les illes estan dividides en tres grups: Septentrional, Mitjà i Meridional, anomenats en birmà Hein-se, Maung-ma-gan i Laung-lon. El grup meridional i el mitjà tenen les illes més gran i més altes i entre elles hi ha també canals de navegació. L'illa principal és Auk Bok al grup del sud amb uns 10 km de llarg i 2,5 km d'ample. Les illes tenen badies d'arena i embarcadors protegits i al grup més meridional es troben esculls de corall a l'entorn